# Tri-star (конструкція)

Демонстрація роботи коліс типу Tri-star за допомогою Algodoo.

Tri-star — дизайн в якому три колеса розташовані на вершинах рівносторонього трикутника, двоє в контакті з землею і одне над ними. Якщо будь-яке колесо в контакті з поверхнею забуксує, то вся конструкція обертається навколо перешкоди. Дизайн був запатентований Робертом і Джоном Форсайт, цендентами Lockheed Aircraft Corp, в 1967 році.
Такий дизайн використовується в БТР «Landmaster», який був збудований для фільму «Damnation Alley» (укр. Проклята долина). Також таку конструкцію іноді використовують у ручних візках, для легшого переміщення по сходах.
Корпорація «Lockheed» також модифікувала 105-мм гаубицю M2A2, яку вони назвали «Terra Star». Єдиний збережений прототип знаходиться в музеї Рок-Айлендського арсеналу.

## Галерея

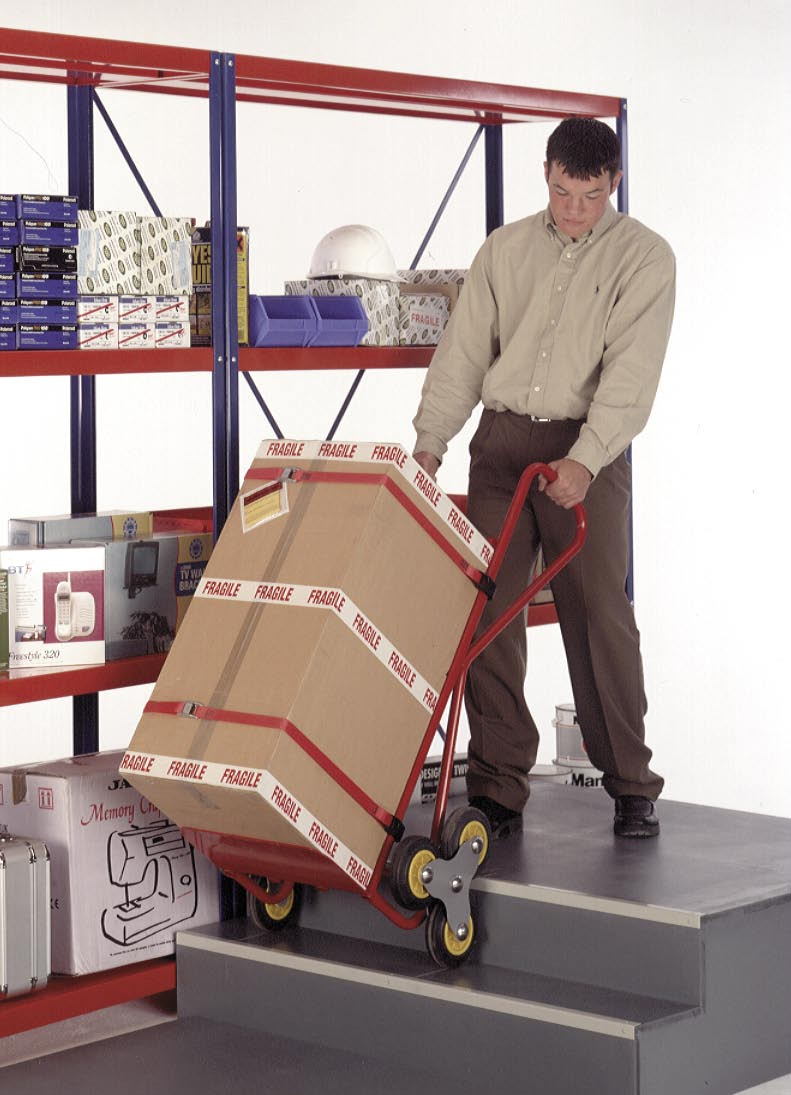
Ручний візок з системою коліс «Tri-star».
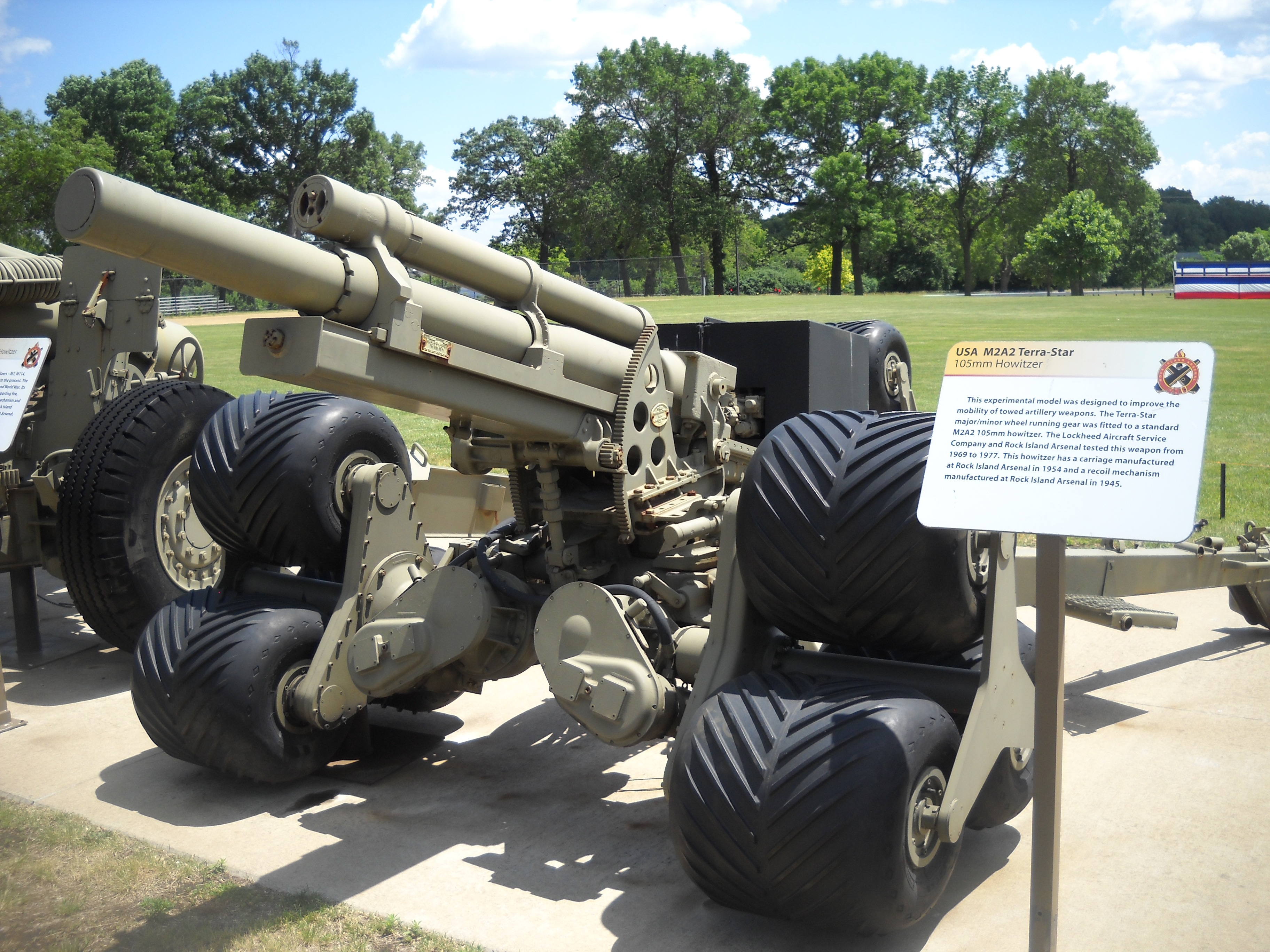
Модифікована гаубиця, вигляд спереду.
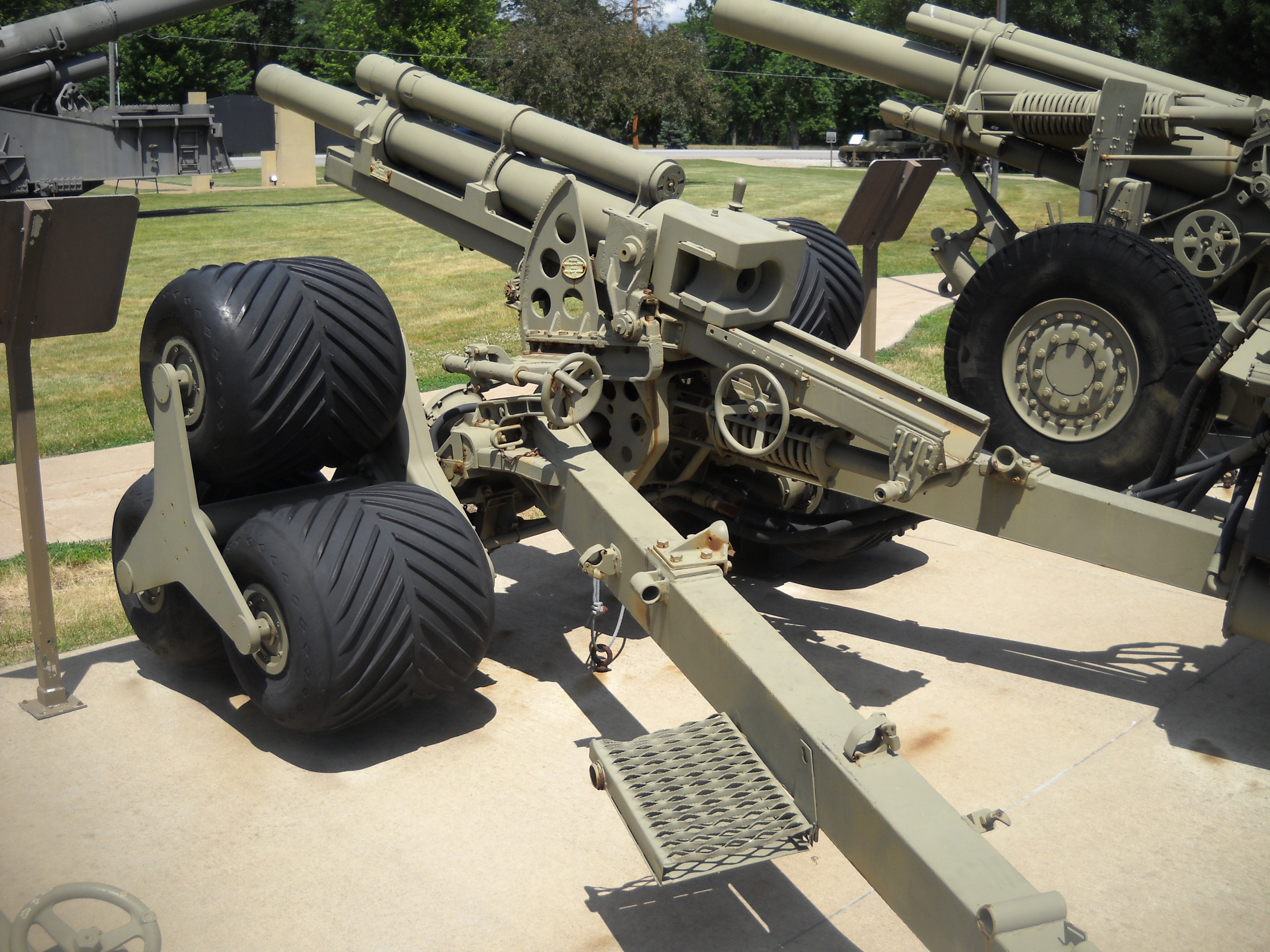
Вигляд ззаду.